# Ocyochterus
Ocyochterus is een geslacht van wantsen uit de familie van de Ochteridae. Het geslacht werd voor het eerst wetenschappelijk beschreven door Drake & Gómez-Menor in 1954.

## Soorten
Het genus bevat de volgende soorten:

- Ocyochterus gilloglyi (Polhemus, 2021)
- Ocyochterus graziae (Polhemus, 2021)
- Ocyochterus irmae (D. Polhemus & J. Polhemus, 2014)
- Ocyochterus victor (Bolívar, 1879)